# Södertälje GK
Södertälje GK var en golfklubb i Geneta i utkanten av Södertälje i Södermanland, tillhörande Sörmlands Golfdistriktsförbund. Banan gick i konkurs 2013.

## Bakgrund
Banan invigdes år 1953, även om klubben bildades ett halvår tidigare. Sven G. Lind var då klubbens ordförande. Från början hade banan endast nio hål. Detta utökades dock sedermera till 18. Under 2006 genomfördes en ombyggnation av banans greener och två hål nya byggdes för att ersätta gamla, där problem med skötsel förekom, banan ligger på en djupvattentäkt. Flera andra hål fick även mindre ändringar. I och med detta ändrades banans par till 71 från tidigare 72.